# Euchloe hyantis
Euchloe hyantis is een vlindersoort uit de familie van de Pieridae (witjes), onderfamilie Pierinae.
Euchloe hyantis werd in 1871 beschreven door W. Edwards.